# Hervé Huitric
Hervé Huitric, né le 7 mai 1945 à Paris, est un artiste et un professeur à l'Université de Paris VIII dans la filière des arts et technologies de l'image (ATI). Il est décédé à Paris le 9 février 2025 et repose au cimetière du Père-Lachaise à Paris.

## Biographie
Il étudie la peinture à l'École des beaux-arts de Paris. Hervé Huitric raconte qu'après mai 68, il découvre à l'Université de Vincennes un bureau dénommé "département Informatique"  et demande à une dame si on peut faire de l'art avec ça. Comme elle lui répond qu'elle ne pense pas cela possible, il décide de démontrer le contraire et d'étudier l'informatique dans ce but. Il obtient une maîtrise puis un DEA en Informatique.
Il participe  au Groupe Art et Informatique de l'Université de Vincennes dès ses débuts en 1969. Il rencontre Monique Nahas en 1971 et ils commencent à travailler ensemble. Leurs recherches portent sur la création d'images par ordinateur: ces images sont d'abord imprimées sous forme de codes, que les artistes  colorent  à la main. Le Colorix, développé par Louis Audoire, membre du GAIV, leur permet ensuite d'obtenir des images en couleurs. Monique Nahas et Hervé Huitric développent le logiciel Rodin pour travailler en 3D. Ils créent des films d'animation en images de synthèse.
En 1980 son doctorat d'État en Esthétique présente des travaux commencés dès 1969 : images numériques ainsi que les programmes informatiques correspondants. Considéré comme un pionnier du domaine, il participe, le plus souvent avec Monique Nahas, à de nombreuses expositions aux États-Unis, dont toutes celles du Siggraph Art Show de 1982 à 1990, ainsi qu'en France, notamment au Musée d'art moderne de la ville de Paris, et dans de nombreux autres pays. Il reçoit plusieurs prix pour ses images, le prix Ars Electronica (Mention honorable en animation par ordinateur) en 1991[réf. nécessaire]., et deux premiers prix de recherche en 1993 (Imagina, Monte-Carlo) et en 1994 (Eurographics, Oslo).